# Temporada de tufões no Pacífico de 2017
A temporada de tufões do Pacífico de 2017 foi uma temporada abaixo da média em termos de energia ciclônica acumulada e o número de tufões e supertufões, e a primeira desde a temporada de 1977 a não produzir uma categoria Tufão equivalente a 5 na escala Saffir-Simpson. A temporada produziu um total de 27 tempestades nomeadas, 11 tufões e apenas dois supertufões, tornando-a uma temporada média em termos de número de tempestades. Foi um evento do ciclo anual de formação de ciclones tropicais, no qual ciclones tropicais se formam no oeste do Oceano Pacífico. A temporada vai ao longo de 2017, embora a maioria dos ciclones tropicais se desenvolvam normalmente entre maio e outubro. A primeira tempestade nomeada da temporada, Muifa, se desenvolveu em 25 de abril, enquanto a última tempestade nomeada da temporada, Tembin, se dissipou em 26 de dezembro. Esta temporada também apresentou a última ocorrência do primeiro tufão do ano desde 1998, com o Noru atingindo essa intensidade em 23 de julho.
O escopo deste artigo se limita ao Oceano Pacífico, ao norte do equador entre 100° E e o 180º meridiano. No noroeste do Oceano Pacífico, existem duas agências distintas que atribuem nomes aos ciclones tropicais, o que muitas vezes pode resultar em um ciclone com dois nomes. Agência Meteorológica do Japão(JMA) nomeará um ciclone tropical caso seja considerado como tendo velocidades de vento sustentados de 10 minutos de pelo menos 65 km/h (40 mph) em qualquer lugar da bacia. A PAGASA atribui nomes não oficiais aos ciclones tropicais que se movem ou se formam como depressão tropical em sua área de responsabilidade, localizada entre 115° E – 135° E e entre 5° N – 25° N, independentemente de um ciclone tropical ter já recebeu um nome da JMA. Depressões tropicais monitoradas pelo Joint Typhoon Warning Center dos Estados Unidos (JTWC) recebem uma designação numérica com um sufixo "W".

## Previsão sazonal
| Previsões TSR Data    | Tempestades tropicais | Total Tufões                  | CTs intensos                  | ACE                      | Ref   |
| --------------------- | --------------------- | ----------------------------- | ----------------------------- | ------------------------ | ----- |
| Média (1965–2016)     | 26                    | 16                            | 9                             | 297                      | [ 1 ] |
| 5 de maio de 2017     | 27                    | 17                            | 10                            | 357                      | [ 1 ] |
| 6 de julho de 2017    | 25                    | 15                            | 7                             | 250                      | [ 2 ] |
| 8 de agosto de 2017   | 26                    | 14                            | 7                             | 255                      | [ 3 ] |
| Outras previsões Data | Centro de previsões   | Período                       | Período                       | Sistemas                 | Ref   |
| 20 de janeiro de 2017 | PAGASA                | janeiro — março               | janeiro — março               | 1–2 ciclones tropicais   | [ 4 ] |
| 20 de janeiro de 2017 | PAGASA                | abril — junho                 | abril — junho                 | 2–4 ciclones tropicais   | [ 4 ] |
| 26 de junho de 2017   | CWB                   | 1 de janeiro — 31 de dezembro | 1 de janeiro — 31 de dezembro | 21–25 ciclones tropicais | [ 5 ] |
| 6 de julho de 2017    | PAGASA                | julho — setembro              | julho — setembro              | 6–9 ciclones tropicais   | [ 6 ] |
| 6 de julho de 2017    | PAGASA                | outubro — dezembro            | outubro — dezembro            | 3–5 ciclones tropicais   | [ 6 ] |
| Temporada de 2017     | Centro de previsões   | Ciclones tropicais            | Tempestades tropicais         | Tufões                   | Ref   |
| Atividade atual:      | JMA                   | 41                            | 27                            | 11                       |       |
| Atividade atual:      | JTWC                  | 33                            | 26                            | 13                       |       |
| Atividade atual:      | PAGASA                | 22                            | 16                            | 4                        |       |

Durante o ano, vários serviços meteorológicos nacionais e agências científicas fazem uma previsão de quantos ciclones tropicais, tempestades tropicais e tufões se formarão durante uma temporada e quantos ciclones tropicais afetarão um determinado país. Essas agências incluem o Tropical Storm Risk(TSR) Consórcio da University College London, PAGASA e Central Weather Bureau de Taiwan. A primeira previsão do ano foi divulgada pela PAGASA durante o dia 20 de janeiro, dentro de sua previsão climática sazonal para o período de janeiro a junho. A previsão indicava que um a dois ciclones tropicais eram esperados entre janeiro e março, enquanto que dois a quatro deveriam se desenvolver ou entrar na Área de Responsabilidade das Filipinas entre abril e junho. Durante 23 de março, o Observatório de Hong Kong previu que a temporada de ciclones tropicais em Hong Kong seria quase normal, com quatro a sete ciclones tropicais chegando a 500 km do território, ante uma média de seis, que foi revisada para seis a nove ciclones tropicais em agosto.
Em 5 de maio, o Tropical Storm Risk (TSR) divulgou sua primeira previsão para a temporada, antecipando uma atividade ligeiramente acima do normal com 27 tempestades nomeadas, 17 tufões e 10 tufões intensos, incluindo uma Energia Ciclônica Acumulada (ACE) de 357. Em 26 de junho, o Central Weather Bureau (CWB) de Taiwan previu uma temporada normal com 21-25 tempestades tropicais se desenvolvendo na bacia, enquanto três a cinco sistemas deveriam afetar o próprio Taiwan. No mesmo dia, o Departamento Meteorológico da Tailândia (TMD) previu que 2 ciclones tropicais se moveriam em direção às partes norte ou nordeste da Tailândia durante agosto ou setembro. Em 6 de julho, o TSR divulgou sua segunda previsão para a temporada, reduzindo os números previstos para 25 tempestades nomeadas, 15 tufões e 7 tufões intensos, com um índice ACE de 250. Durante o mesmo dia, o PAGASA divulgou sua segunda e última previsão para a temporada para o período de julho a dezembro, onde se esperava que seis a nove ciclones tropicais se desenvolvessem ou entrassem em sua área de responsabilidade entre julho e setembro, enquanto três a cinco eram previsão durante outubro a dezembro. Durante o dia 8 de agosto, o TSR divulgou sua terceira e última previsão para a temporada, elevando ligeiramente a previsão denominada tempestades para 26, com 14 atingindo a intensidade do tufão e 7 atingindo a intensidade do tufão intenso. Os índices ACE foram ligeiramente elevados para 255.

## Resumo da temporada
A primeira metade da temporada foi relativamente inativa, com apenas sete sistemas em desenvolvimento, dos quais apenas dois se intensificaram em tempestades tropicais. O primeiro sistema de 2017 foi desenvolvido em 7 de janeiro e foi batizado de Auring pela PAGASA. O surto da depressão tropical se desenvolveu durante a primeira semana de fevereiro e foi um fator e agravou os efeitos das enchentes de Visayas e Mindanao de 2017. Isso foi seguido por Crising, o terceiro sistema extra-oficialmente nomeado pelo PAGASA. As fortes chuvas da depressão causaram enchentes que causaram a morte de 10 pessoas em Cebu, nas Filipinas. Logo após a dissipação da Crise, ocorreu a formação da primeira tempestade tropical da temporada - Muifa. O sistema não era forte, entretanto, e estava localizado longe de todas as principais áreas de terra, portanto, não causou danos. Nenhum sistema se formou durante o mês de maio, a primeira ocorrência desse tipo desde 2013. O próximo ciclone, Merbok, formou-se em meados de junho e atingiu Shenzhen, na China. O ciclone teve vida curta; no entanto, foi relativamente forte, produzindo ventos de 100 km/h (62 mph) em seu pico. Nanmadol passou pelas Ilhas Ryūkyū e progrediu para chegar à terra firme em Nagasaki, na ilha japonesa de Kyushu, no início de julho. Chuvas torrenciais e ventos fortes do próprio ciclone e do clima tempestuoso que persistiu por vários dias foram responsáveis por grandes danos e 41 mortes em todo o Japão continental.

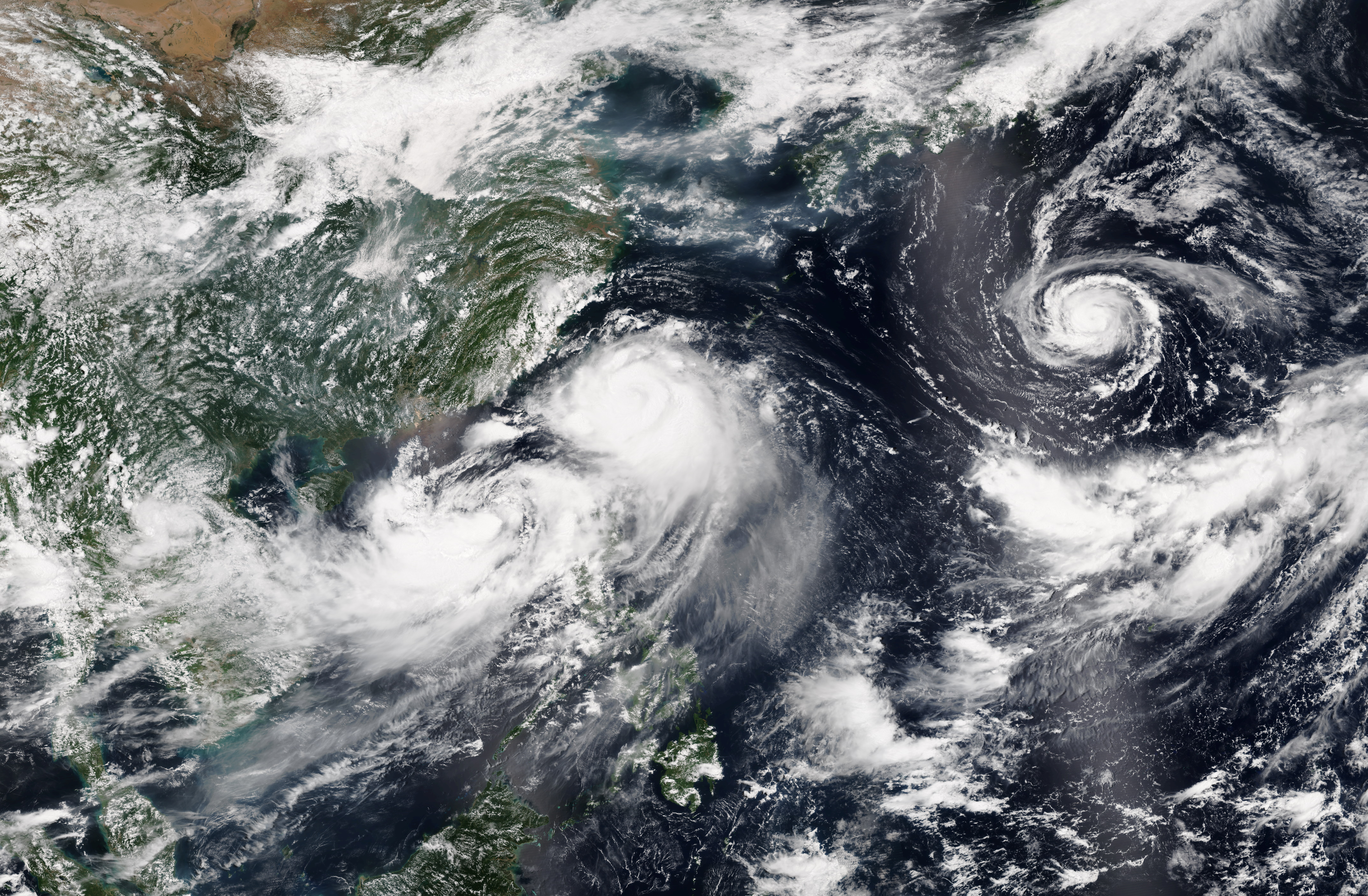
Em 29 de julho, quatro tempestades estavam ativas simultaneamente: os remanescentes de Sonca (a mais à esquerda e no interior), Haitang (centro-esquerda), Nesat (centro-direita) e Noru (topo-direita)

Em meados de julho, a atividade tropical havia aumentado com tempestades tropicais simultâneas se desenvolvendo após 14 de julho. A tempestade tropical severa Talas se formou em meados de julho perto das Ilhas Paracel no Mar da China Meridional e viajou geralmente para o oeste. Atingiu a costa do Vietname depois de passar pela província chinesa de Ainão e, de maneira incomum, continuou a seguir para o interior até a fronteira entre o Laos e a Tailândia antes de enfraquecer e se tornar uma depressão. Pelo menos 14 mortes foram atribuídas à tempestade, principalmente como resultado de enchentes. Mais tarde, a temporada foi muito ativa, com 7 tempestades no final de julho e início de agosto. O tufão norueguês atingiu o supertufão de categoria 4 em intensidade máxima e atingiu o Japão, causando US $ 100 milhões em danos. A tempestade tropical Sonca atingiu a costa em Quảng Trị, Vietname; 2017 foi o primeiro ano desde 1971 em que 2 tempestades atingiram a região central do Vietname em julho. Sonca trouxe fortes chuvas no Nordeste da Tailândia e causou inundações extremas na região com custos estimados em mais de US $ 300 milhões. O tufão Nesat e a tempestade tropical Haitang atingiram Taiwan e Fujian (uma província da China), respectivamente, com 2 dias de intervalo. Em meados de agosto, o tufão Hato e a tempestade tropical Pakhar atingiram Macau e Guangdong, respectivamente, enquanto estavam no pico de intensidade. Até agora, o tufão Hato é o ciclone tropical mais caro no noroeste do Pacífico em 2017, com danos totalizando US $ 6,82 mil milhões.
A temporada foi mais fraca em setembro. O tufão Talim atingiu o Japão como um tufão mínimo e causou US $ 700 milhões em danos. O tufão Doksuri atingiu a costa em Quảng Bình, Vietname, como um tufão de categoria 3; os danos foram muito grandes, pois o total foi estimado em mais de US $ 814 milhões. No início de outubro, uma depressão tropical atingiu o norte e centro-norte do Vietname, o que trouxe chuvas muito fortes e foi responsável pelas piores enchentes no norte e centro-norte do Vietname, com 109 mortes e danos totais de mais de US $ 570 milhões. Mais tarde, o tufão Khanun atingiu o sul da China. Até agora, o tufão Lan tem sido o ciclone tropical mais forte da bacia em 2017 e se tornou o segundo maior ciclone tropical já registado.
Em novembro, La Niña voltou e a atividade tropical aumentou com o desenvolvimento de tempestades tropicais simultâneas, e a maioria delas mudou-se para o oeste e afetou as Filipinas e o Vietname. O tufão Damrey atingiu a costa de Khánh Hoà, no Vietname, e se tornou um dos tufões mais caros da história do Vietname desde 1975; e é um dos tufões mais caros e mortíferos da bacia em 2017, com danos totais atingindo US $ 1,03 mil milhões e 151 mortes. Mais tarde, duas fortes tempestades afetaram as Filipinas. Em dezembro, a tempestade tropical Kai-tak causou inundações no centro das Filipinas. O tufão Tembin foi responsável por severas inundações e deslizamentos de terra no sul das Filipinas, e se tornou o ciclone tropical mais mortal em 2017, com mais de 250 mortes. O tufão Tembin moveu-se para o sul no Mar da China, então 2017 se tornou a temporada de ciclones tropicais mais ativa no Mar da China Meridional com 22 ciclones tropicais, e Tembin afetou o sul do Vietname.

## Sistemas

### Depressão tropical 01W (Auring)
Em 7 de janeiro, tanto o PAGASA quanto o JMA relataram que a depressão tropical Auring desenvolveu cerca de 400 km ao nordeste da cidade de Dávao em Mindanau, Filipinas. Durante aquele dia, o sistema se moveu ao longo da periferia sul de uma crista subtropical de alta pressão, antes que o JTWC iniciasse alertas sobre o sistema e o designasse como depressão tropical 01W. Posteriormente, atingiu a costa das Filipinas no dia seguinte e foi avaliado como tendo degenerado em um ponto baixo remanescente pelo JTWC. A JMA monitorou o sistema até que ele emergiu no Mar da China Meridional. Em 15 de janeiro, o JTWC reemitiu avisos uma vez que estava localizado a leste do Vietname. No entanto, a convecção dissipada devido ao cisalhamento do vento e interação com a terra, o JTWC emitiu seus avisos finais em 16 de janeiro.
As enchentes de Auring mataram um total de 11 pessoas. Danos da depressão tropical Auring foram totalizados em Ph 7,14 milhões (US $ 144.000) da agricultura e pesca em Negros Ocidental.

### Depressão tropical Bising
Em 3 de fevereiro, uma depressão tropical se desenvolveu perto de Palau. O PAGASA mais tarde o chamaria de "Bising", pois a depressão estava presente na Área de Responsabilidade das Filipinas. A tempestade serpentearia ao redor do mar das Filipinas, até que a depressão começou a enfraquecer quando seu LLCC ficou exposto, enquanto se movia de norte a nordeste. A agência não notaria o seu enfraquecimento até o dia seguinte, quando emitiu seu último comunicado.

### Depressão tropical 02W (Crising)
Uma depressão tropical formou-se sobre Palau em 13 de abril. No dia seguinte, o JTWC designou a depressão como "02W"; no melhor caminho, a depressão era um mínimo remanescente neste momento. Horas depois, o PAGASA a chamaria de "Crise", pois a depressão estava presente na Área de Responsabilidade das Filipinas. A depressão mais tarde diminuiria de tamanho ao se aproximar da região de Visayas. No dia seguinte, a agência relatou que Crising se intensificou ligeiramente enquanto se movia perto das províncias de Samar ; a intensificação da tempestade se provaria apenas momentaneamente e enfraqueceria novamente. O JTWC mais tarde interromperia os avisos sobre a tempestade; no seu melhor caminho, o sistema permaneceu como um distúrbio.  A PAGASA interrompeu os avisos sobre o sistema, pois estava se aproximando do desembarque às 13:00 UTC (21:00 PHST) em Hernani, Samar Oriental. Os resquícios da depressão cruzaram a região e entraram no Mar do Sul da China. Às 18:00 UTC de 18 de abril, o JTWC atualizaria a perturbação como 02W; operacionalmente, o sistema foi mantido como um distúrbio.  O status seria de curta duração, pois o JTWC declarou 02W como um distúrbio.  Os remanescentes mais tarde permaneceriam por aí, dissipando-se em 20 de abril, enquanto no Estreito de Luzon.
Em 17 de abril, pelo menos dez pessoas morreram em Cebu pelas enchentes causadas pelo sistema.  Os danos totais nas Filipinas alcançaram Ph $ 84,8 milhões (US $ 1,7 milhões), principalmente de Danao, Cebu.

### Tempestade tropical Muifa (Dante)
Durante o dia 22 de abril, o JMA começou a monitorar uma depressão tropical que se desenvolveu perto de Guam. Depois de se mover para o oeste por alguns dias, o JTWC começou a emitir avisos e designou a tempestade 03W. Em 25 de abril, a 03W se organizou e começou a se consolidar ainda mais à medida que o JMA atualizava a depressão para uma tempestade tropical, dando-lhe o nome de Muifa. Muifa entrou na Área de Responsabilidade das Filipinas no dia seguinte, e foi nomeado Dante pela PAGASA. A tempestade, no entanto, começou a se mover para o norte e imediatamente saiu da área em 27 de abril. Em seguida, tanto o JMA quanto o JTWC rebaixaram Muifa a uma depressão tropical. Muifa se dissipou totalmente no início de 29 de abril, e a JMA emitiu seu comunicado final sobre a tempestade.

### Tempestade tropical severa Merbok
Em 10 de junho, o JMA começou a rastrear uma depressão tropical a oeste de Manila, nas Filipinas. Depois que o sistema entrou em uma região favorável para o desenvolvimento posterior, a depressão rapidamente se organizou, levando o JTWC a começar a emitir alertas e dar-lhe a designação de 04W. Poucas horas depois, 04W tinha se intensificado em uma tempestade tropical, recebendo o nome de Merbok quando começa a se mover na direção norte-noroeste. Em 12 de junho, Merbok atingiu seu pico de intensidade com ventos de 10 minutos de 100 km/h (62 mph) e uma pressão mínima de 985 hPa, pouco antes de fazer desembarque em Shenzhen Oriental. Em 13 de junho, a JMA emitiu o seu aviso final sobre o Merbok, enquanto o sistema se dissipava na China.
Ventos sustentados de 513 kn (950 km/h) e uma pressão mínima de 9,903 hPa (292.4 inHg) foram gravados em Hong Kong quando o olho passou nas proximidades. Em toda a província de Guangdong, 32 casas foram destruídas, 122 000 pessoas relataram danos materiais e 13 000 hectares de plantações inundadas. As perdas econômicas totais no sul da China foram contabilizadas em CN ¥ 600 milhões (US$ 88,3 milhões).

### Tempestade tropical severa Nanmadol (Emong)
Em 1º de julho, o JMA atualizou uma área de baixa pressão que vinha rastreando para uma depressão tropical, localizada ao sul-sudoeste de Okinotorishima. Mais tarde naquele dia, o JMA começou a emitir avisos uma vez que os ventos sustentados da depressão foram estimados em 55 km/h (34 mph). Logo em seguida, o PAGASA classificou o sistema como uma depressão tropical, atribuindo o nome local de Emong. Em 2 de julho, o JMA classificou o sistema como tempestade tropical e deu o nome oficial de Nanmadol. O JTWC seguiu o exemplo e deu a designação interna de 05W. O ciclone continuou a se intensificar e foi atualizado pela JMA para uma tempestade tropical severa naquele dia. Nanmadol atingiu o pico de intensidade por volta das 06:00 UTC em 3 de julho, e manteve essa força até atingir a costa oeste de Kyushu várias horas depois. O ciclone começou a acelerar enquanto seguia um curso geral para o leste através do sul do Japão. Depois de escovar a costa sul do Japão, o JTWC emitiu seu comunicado final no dia seguinte. O JMA fez o mesmo no final do dia 4 de julho, quando se tornou extratropical. Seus remanescentes saíram da bacia três dias depois.
Avisos de evacuação foram emitidos para pelo menos 20.000 residentes devido a temores de possíveis enchentes e deslizamentos de terra, especialmente nas prefeituras de Niigata, Toyama e Nagano, que tiveram acumulações de chuvas de até 300 mm nas horas anteriores. Pelo menos três pessoas ficaram feridas durante a tempestade - a mão de um menino ficou ferida quando uma janela de uma escola quebrou na cidade de Kumamoto, e dois adultos na prefeitura de Oita sofreram ferimentos leves após cair devido aos ventos fortes. Um total de 41 pessoas foram confirmadas como mortas devido às chuvas torrenciais que causaram deslizamentos de terra e inundações, principalmente em Kyushu. Os danos totais da tempestade no Japão foram de US $ 1,68 mil milhão.

### Tempestade tropical severa Talas
No início de 14 de julho, a JMA transformou uma área de baixa pressão no Mar da China Meridional em uma depressão tropical depois que o sistema começou a se organizar. No final do mesmo dia, o JMA começou a emitir avisos sobre a depressão e previu que ela se transformaria em uma tempestade tropical nas próximas 24 horas. O sistema se intensificou em uma tempestade tropical e foi então chamado de Talas. Poucos dias depois, Talas intensificou-se ainda mais para se tornar uma forte tempestade tropical.
Talas atingiu a costa perto de Vinh da província de Nghệ An no Vietname Central às 01:00 ICT em 17 de julho (18:00 UTC em 16 de julho) como uma forte tempestade tropical. No Vietname, a tempestade deixou 14 mortos e danificou cerca de 2.700 casas. Um navio de carvão com 13 tripulantes naufragou na costa de Cửa Lò, deixando 3 mortos e outros 3 ainda desaparecidos. Os danos no Vietname foram contabilizados em 993 mil milhões ₫ (US $ 43,7 milhões). As perdas econômicas totais na província de Ainão alcançaram CNY 60 milhões (US $ 8,8 milhão).

### Tufão Noru
O JMA relatou que uma baixa não tropical fez a transição para uma depressão tropical ao norte-noroeste da Ilha Wake no início de 19 de julho. Doze horas depois, tornou-se uma tempestade tropical e recebeu o nome de Norueguês. Noru então interagiu com Tropical Storm Kulap, sua contraparte tempestade, e começou a exibir um efeito fujiwhara com Kulap. A tempestade tropical Kulap então se enfraqueceu o suficiente, e quando se dissipou, seus remanescentes começaram a atingir o Norueguês, e se tornou uma forte tempestade tropical depois, e continuou sua longa e errática jornada em direção ao Japão.
Na metade de 22 de julho, o sistema se tornou o primeiro tufão da temporada, e flutuações na intensidade ocorreram até o final de 29 de julho, quando desacelerou, e logo depois disso, a intensificação explosiva se seguiu, e Noru se intensificou em um supertufão de categoria 4. Depois de atingir o pico de intensidade, rapidamente começou a enfraquecer por um curto período de tempo antes de diminuir a taxa de enfraquecimento. Ele acelerou brevemente, antes de mais uma vez, começou a parar perto do Japão por algum tempo antes de se mover para o norte e se dissipar no Mar do Japão. As perdas econômicas totais no Japão foram contabilizadas em US $ 100 milhão.

### Tempestade tropical Kulap
Em 20 de julho, o JMA começou a monitorar uma depressão tropical que se formou a sudoeste do Atol Midway, logo a oeste da Linha Internacional de Data. O JTWC classificou o sistema como subtropical, entretanto. Em 21 de julho, a tempestade subtropical passou a apresentar características tropicais, o que levou as duas agências a passarem a emitir avisos, recebendo a designação de 09W e o nome Kulap.  Durante o dia seguinte, Kulap atingiu brevemente seu pico de intensidade com ventos sustentados de 1 minuto de 95 km/h (59 mph) depois que as imagens representaram alguma convecção perto de seu centro compacto. Depois de se mover para o oeste em um ambiente marginalmente favorável, o JMA relatou uma pressão mínima de 1002 hPa com ventos de pico de 10 minutos de 75 km/h (47 mph) durante as primeiras horas de 24 de julho. No entanto, várias horas depois, Kulap entrou em um ambiente muito desfavorável, como águas mais frias de 25 ° C. Devido ao forte cisalhamento e uma interação com o tufão norueguês ao sul, Kulap enfraqueceu rapidamente; portanto, ambas as agências emitiram seu parecer final em 26 de julho. O JMA, no entanto, rastreou os restos de Kulap até 28 de julho, quando foi absorvido pelo fluxo do tufão Noru.

### Tempestade tropical Sonca
Em 21 de julho, o JMA e o JTWC relataram que a depressão tropical 08W havia desenvolvido aproximadamente 582 km ao sul de Hong Kong. Depois de se mover para o oeste por alguns dias, o sistema se fortaleceu em uma tempestade tropical por ambas as agências enquanto se aproximava da província insular de Ainão, recebendo o nome de Sonca. Em 24 de julho, Sonca atingiu a sua intensidade máxima com uma pressão mínima de 994 hPa. No início de 25 de julho, o JTWC emitiu seu parecer final quando o sistema atingiu a província de Quảng Trị, Vietname. A JMA emitiu o seu comunicado final algumas horas depois, quando enfraqueceu em uma depressão tropical,  embora Sonca tenha mantido sua intensidade sobre a terra até que se dissipou totalmente em 29 de julho.
As inundações no norte do Camboja afogaram duas pessoas, bloquearam muitas estradas e inundaram várias centenas de casas. Danos em Sakon Nakhon, Tailândia, ultrapassaram 100 milhões de baht (US $ 3 milhões) e matou 23 pessoas em toda a Tailândia.

### Tempestade tropical Roke (Fabian)
O JMA observou a formação de uma depressão tropical a sudeste de Taiwan no início de 21 de julho. Atribuindo a designação numérica 10W, o JTWC atualizou o sistema para uma depressão tropical por volta das 18:00 UTC do mesmo dia. O sistema viajou em uma direção geralmente noroeste e passou pelo Estreito de Luzon, entre Taiwan e as Filipinas. Na mesma época, o PAGASA começou a emitir avisos sobre a depressão e contribuiu com o nome não oficial Fabian. Cedo no dia seguinte, depois que o sistema emergiu no Mar da China Meridional, tanto o JMA quanto o JTWC atualizaram o sistema para uma tempestade tropical, batizando-o de Roke.  Roke assumiu um curso mais para oeste e seguiu obliquamente em direção à costa de Guangdong da China. O JTWC rebaixou o sistema para depressão tropical apenas 12 horas depois, às 18:00 UTC, mas o JMA manteve a categoria do ciclone como uma tempestade tropical. Roke atingiu a costa logo a leste do distrito comercial central de Hong Kong por volta das 01:30 UTC de 23 de julho, e passou por Shenzhen uma a duas horas depois.  Roke enfraqueceu em depressão algumas horas depois, embora o JMA tenha declarado que ela havia se dissipado às 18:00 UTC do mesmo dia.
Escolas, empresas e escritórios governamentais foram fechados em Hong Kong quando o Observatório de Hong Kong (HKO) aumentou seu sinal de alerta de tufão para 8 - o terceiro mais alto de cinco níveis - em preparação para a tempestade tropical Roke. Os serviços de balsas na cidade foram suspensos e mais de 50 voos atrasados. No entanto, os ventos na cidade foram relativamente fracos e nenhum dano significativo foi relatado.

### Tufão Nesat (Gorio)
A JMA atualizou uma área de baixa pressão para uma depressão tropical a leste das Filipinas no início de 25 de julho. Em 26 de julho, foi batizado de Gorio pelo PAGASA e posteriormente intensificado na tempestade tropical Nesat. O Nesat estagnou no mar das Filipinas nos próximos dias e gradualmente se intensificou para se tornar uma forte tempestade tropical em 27 de julho. Ele gradualmente se fortaleceu até seu pico em 29 de julho, como um tufão de categoria 1. Em seguida, atingiu Taiwan e começou a enfraquecer até sua dissipação em 30 de julho.
Apesar da tempestade não atingir as Filipinas, Nesat intensificou as monções do sudoeste, que trouxeram chuvas torrenciais na maior parte do país. Em 3 de agosto, o NDRRMC relatou um total de Php 247,58 milhões (US $ 4,9 milhões) de danos. Os danos totais em Taiwan foram contabilizados em NT $ 60,19 milhões (US $ 2,03 milhão). Os danos totais na China Continental foram contabilizados em CNY 1,83 mil milhões (US $ 271,6 milhão). O Typhoon Nesat era originalmente uma Categoria 1, mas foi atualizado pelo Joint Typhoon Warning Center para uma categoria mínima 2.

### Tempestade tropical Haitang (Huaning)
Uma área de baixa pressão sobre a porção norte do Mar da China Meridional foi transformada em depressão tropical pela JMA no início de 27 de julho. Apesar de um LLCC exposto com bandas desorganizadas, o JTWC começou a iniciar alertas, atribuindo a designação de 12W. Durante o dia seguinte, o sistema se fortaleceu em uma tempestade tropical, com o JMA chamando-o de Haitang, depois que a imagem ASCAT retratou ventos de 40 nós na porção sul da tempestade. Devido ao tufão Nesat próximo e ao cisalhamento moderado do vento, Haitang manteve sua intensidade por várias horas, até 30 de julho, quando o sistema se aprofundou e atingiu o seu pico de intensidade com ventos sustentados de 10 minutos de 85 km/h (53 mph) com uma pressão mínima de 985 hPa. Mais ou menos na mesma época, o Haitang entrou na área de Responsabilidade das Filipinas, recebendo o nome de Huaning pela PAGASA, embora o sistema tenha deixado a área às 12:00 UTC do mesmo dia. Três horas depois, o JTWC rebaixou o sistema para uma depressão tropical, embora tenha sido atualizado para uma tempestade tropical seis horas depois. Em 31 de julho, o JTWC emitiu seu parecer final sobre o Haitang depois que o sistema atingiu o continente no condado de Pingtan, em Taiwan. Durante as 06:00 UTC daquele dia, a JMA emitiu seu comunicado final depois que o Haitang enfraqueceu em uma baixa remanescente.

### Tempestade tropical Nalgae
Durante o dia 31 de julho, o JMA passou a monitorar uma depressão tropical localizada a cerca de 1 106 km ao nordeste da Ilha Wake. No dia seguinte, o JTWC passou a emitir avisos e designou-o como 13W. Em 2 de agosto, ambas as agências atualizaram 13W para a tempestade tropical Nalgae depois que as imagens mostraram convecção intensa e a tempestade foi localizada em uma região de cisalhamento de vento baixo a moderado e SSTs quentes. Movendo-se na direção norte, Nalgae se intensificou lentamente por vários dias. Nalgae atingiu o seu pico de intensidade com ventos sustentados de 10 minutos de 85 km/h (53 mph) e uma pressão barométrica mínima de 988 hPa durante 5 de agosto por um breve período, quando estava começando a transição para um ciclone extratropical. O JTWC rebaixou e também comprido Nalgae a depressão tropical mais tarde naquele dia e emitiu seu comunicado final depois que a tempestade foi localizada em ambientes muito desfavoráveis. A AMJ seguiu o exemplo no início de 6 de agosto quando Nalge se tornaram um ciclone extratropical, após o que seus remanescentes se moveram mais para o norte e foram notados pela última vez durante o ciclone extratropical.

### Tufão Banyan
Em 10 de agosto, a depressão tropical 14W formou-se no Oceano Pacífico Norte. O sistema fortaleceu-se para uma tempestade tropical em 11 de agosto às 17:00 (UTC), e foi nomeado Banyan. A rápida intensificação ocorreu em Banyan, e se intensificou em um tufão em 12 de agosto às 17:00 (UTC). Banyan atingiu o seu pico de intensidade de 150 km/h em 13 de agosto, sem prejudicar qualquer terra, como um sistema equivalente de categoria 3 em uma latitude alta, como o tufão Songda de 2016. Banyan começou a se enfraquecer em 14 de agosto, e continuou a se enfraquecer rapidamente quando entrou nas águas frias frígidas do Pacífico Norte. Enfraqueceu-se para uma depressão extratropical em 17 de agosto.

### Tufão Hato (Isang)
Uma área de baixa pressão desenvolveu-se em uma depressão tropical em 19 de agosto, enquanto localizada ao sudeste de Taiwan, e foi nomeada pela PAGASA como Tropical Depression Isang. Nos dias seguintes, Isang se tornou uma tempestade tropical e foi chamada de Hato. Hato então se tornou uma forte tempestade tropical ao passar pela região de Batanes, nas Filipinas, e o PAGASA mais tarde emitiu o seu aviso final quando Hato (chamado Isang) saiu da Área de Responsabilidade das Filipinas.
Ele se intensificou gradualmente e atingiu o status de tufão na tarde de 22 de agosto, após entrar na parte nordeste do Mar do Sul da China. Em 23 de agosto, 07:00 HKT, Hato tinha aproximadamente 100 km a sudeste de Hong Kong, trazendo chuva para o continente, bem como Ainão para o oeste. Às 11:00 HKT o olho tinha aproximadamente 60 km a sudoeste de Hong Kong com o tufão indo para o continente na direção oeste-noroeste.
O Observatório de Hong Kong emitiu o sinal de furacão nº 10 às 09:10 HKT de 23 de agosto, pela primeira vez desde 2012. Um total de 11 pessoas morreram, enquanto os danos totais na China continental foram contabilizados em CN ¥ 28,91 mil milhões (US $ 4,34 mil milhões). Nenhuma pessoa foi morta em Hong Kong, enquanto os danos estimados em Hong Kong chegaram a HK $ 4 mil milhões (US $ 511 milhão). Em Macau, perdas de 12,50 mil milhões de patacas (US $ 1,55 mil milhões) ocorreram quando as marés altas exacerbaram as inundações na maioria das áreas baixas, inundando lojas e negócios no andar térreo. Houve 12 mortes como resultado do tufão, incluindo várias pessoas que se afogaram em parques de estacionamento subterrâneos inundados. Apesar de desembarcar no sul da China, Hato provocou inundações no norte do Vietname e matou 1 pessoa. O dano total por fortes chuvas na província de Bắc Kạn foi 31 mil milhões ₫ (US $ 1,36 milhão). No total, foram 24 mortes atribuídas ao tufão.

### Tempestade tropical severa Pakhar (Jolina)
Em 24 de agosto, uma depressão tropical se formou no Mar das Filipinas e foi chamada de Jolina pela PAGASA. No dia seguinte, Jolina se intensificou em uma tempestade tropical e foi chamada de Pakhar. Em 26 de agosto, Pakhar passou pelas Filipinas rumo ao oeste em direção à China continental, onde ganhou força em uma forte tempestade tropical antes de atingir Tianshan em 27 de agosto, onde após a tempestade monstruosa anterior que o tufão Hato atingiu dias atrás, eles levantaram o Sinal # 8 para A chegada e o desembarque de Pakhar. Pakhar se dissipou rapidamente no dia seguinte.
As perdas econômicas totais no sul da China chegaram a CN ¥ 760 milhões (US $ 114,4 milhões), enquanto um total de doze pessoas foram mortas em relação à tempestade. Além disso, os danos nas Filipinas foram registados em PhP 41,27 milhões (US $ 808 mil) e 2 mil milhões de ₫ (US $ 88.000) no Vietname.

### Tufão Sanvu
Em 27 de agosto, o JMA começou a monitorar uma depressão tropical que havia se desenvolvido a cerca de 441 km norte-nordeste de Saipan, embora a natureza do sistema fosse mais uma depressão das monções. O JTWC fez o mesmo no dia seguinte, designando o sistema como 17W. Na mesma época, o sistema se intensificou na tempestade tropical Sanvu. Em 29 de agosto, Sanvu aumentou de tamanho e, portanto, levou o JMA a atualizá-lo para uma forte tempestade tropical. Depois de se mover na direção oeste, Sanvu estagnou e entrou em uma região de condições favoráveis. Com o desenvolvimento de um olho fragmentado, ambas as agências transformaram Sanvu em um tufão durante 31 de agosto. Sanvu atingiu seu pico de intensidade em 1o de setembro como um tufão de categoria 2. Posteriormente, o sistema se enfraqueceu continuamente à medida que começou a se mover para o norte com a JTWC imediatamente rebaixando o sistema para uma tempestade tropical e emitindo seu comunicado final no final de 2 de setembro. O JMA ainda classificou Sanvu como um tufão até que emitiu seu comunicado final, visto que o sistema havia feito a transição para um ciclone extratropical em 3 de setembro.
Sanvu não causou nenhum dano significativo nas Ilhas Marianas do Norte, embora uma mulher de 33 anos tenha se afogado na praia de Obyan em Saipan devido às grandes ondas em 29 de agosto.

### Tempestade tropical severa Mawar
Em 30 de agosto, o JMA começou a rastrear uma depressão tropical ao norte-nordeste de Luzon, nas Filipinas. Dada a designação internacional de 18W pelo JTWC, o JMA atualizou o sistema imediatamente para a tempestade tropical Mawar. Organizando-se lentamente, a convecção se desenvolveu rapidamente e Mawar tornou-se uma forte tempestade tropical no início de 2 de setembro. Em 3 de setembro, Mawar enfraqueceu para uma tempestade tropical depois que os ambientes começaram a se tornar desfavoráveis devido ao forte cisalhamento do vento. Mais tarde naquele dia, Mawar enfraqueceu para uma depressão tropical e o JTWC emitiu seu parecer final enquanto fazia landfall no sudeste da China entre as cidades de Shanwei e Shantou. A JMA fez o mesmo no início de 4 de setembro, quando Mawar se dissipou totalmente.
O Centro Meteorológico Nacional da China (NMC) emitiu um alerta azul para as partes do sul de Guangdong no dia 1º de setembro.  Durante 2:00 Na hora local em 2 de setembro, o Observatório de Hong Kong emitiu um Sinal de Alerta de Ciclone Tropical nº 1 em Hong Kong. As autoridades chinesas ativaram um alerta e resposta a desastres naturais para ajudar os departamentos de assuntos civis locais em áreas como as províncias de Fujian e Guandong a se prepararem para o trabalho de socorro. Em 3 de setembro, o NMC havia elevado seu sinal de alerta para um alerta amarelo. As inundações de Mavar foram uma grande preocupação com relatos de chuvas de até 80 mm (3,1 pol) em alguns lugares que foram impactados por Hato e Pakhar. As perdas econômicas totais no sul da China foram contadas em CNY 10 milhões (US $ 1,53 milhão).

### Tempestade tropical Guchol (Kiko)
Em 3 de setembro, o JMA começou a rastrear uma depressão tropical que se desenvolveu a leste de Luzon, nas Filipinas. Durante o dia seguinte, o PAGASA iniciou os avisos e deu o nome local Kiko, enquanto o JTWC seguiu o exemplo, dando-lhe a designação 19W. No entanto, devido ao aumento do cisalhamento do vento junto com uma circulação exposta, o JTWC emitiu seu comunicado final em 03:00 UTC 5 de setembro. Várias horas depois, a convecção profunda foi retratada e, apesar do cisalhamento moderado a alto, o JTWC reiniciou os avisos, enquanto o JMA atualizou o sistema para uma tempestade tropical, nomeando-o como Guchol no dia seguinte. Em 21:00 UTC desse dia, o JTWC parou de emitir avisos no sistema depois que a convecção enfraqueceu significativamente. O JMA mais tarde seguiu o exemplo no dia seguinte, declarando-o um mínimo remanescente ao se aproximar de Putian, Fujian, no Estreito de Taiwan. A baixa remanescente iria então fazer desembarque sobre o Condado de Pingtan de Fujian na China no final do dia seguinte, antes de transitar para uma tempestade extratropical perto Zhejiang quando se fundiu com a frente fria em 8 de setembro.

### Tufão Talim (Lannie)
Uma depressão tropical formou-se a leste de Guam em 7 de setembro. No dia seguinte, o JTWC começou a emitir pareceres sobre a depressão tropical 20W. Em 9 de setembro de 20W se organizou em uma tempestade tropical, com o JMA nomeando o sistema como Talim. Com intensificação gradual, o JMA elevou Talim a uma severa tempestade tropical. Talim ainda se fortaleceu com um tufão em 11 de setembro, onde simultaneamente entrou no PAR, com PAGASA chamando-o de Lannie. O JTWC, no entanto, adiou sua atualização até 12 de setembro. Devido a um olho mal definido, Talim manteve a sua intensidade até que o seu olho se tornasse muito mais claro conforme se seguiu um rápido aprofundamento, já que Talim se tornou uma categoria 4 em 14 de setembro e atingiu o seu pico de intensidade com ventos sustentados de 1 minuto de 220 km/h (140 mph). Talim começou a fazer uma curva para o leste enquanto enfraquecia rapidamente para uma tempestade tropical depois disso, atingindo a terra em Kyushu em 17 de setembro, com um caminho de fortes chuvas até a região leste de Tóquio.
No Japão, 5 pessoas morreram e as perdas agrícolas foram de cerca de JP ¥ 32 mil milhões (US $ 287,9 milhões). Os danos totais em todo o país foram contabilizados em US $ 750 milhões.

### Tufão Doksuri (Maring)
Em 19 de setembro, o NDRRMC confirmou um total de 8 mortos devido a deslizamentos de terra e inundações, enquanto os danos totais foram de até Ph $ 267 milhões (US $ 5,24 milhões).
Em 15 de setembro, o tufão Doksuri atingiu a costa da província de Quảng Bình, Vietname, como um tufão de categoria 3. Doksuri matou 15 pessoas até agora no Vietname, enquanto os danos estimados foram de cerca de ₫ 16,36 trilhões (US $ 720 milhões).  Apesar de atingir a costa na Indochina, Doksuriafetou Hainan e as perdas econômicas totais foram estimadas em CNY 100 milhões (US $ 15,3 milhões).

### Depressão tropical 22W (Nando)
Uma depressão tropical formou-se a oeste de Luzon em 23 de setembro, e foi nomeada "Nando" pela PAGASA. A depressão tropical rapidamente moveu-se para oeste-noroeste e caiu em Quang Ninh, Vietname, em 25 de setembro, antes de se dissipar mais tarde no mesmo dia.
O Observatório da China emitiu um alerta "amarelo" nas regiões leste e sul devido a tempestades. Algumas áreas alertaram para uma possível precipitação de cerca de 140 mm. O sinal de tufão nº 1 foi levantado em Hong Kong durante 24 de setembro, com rajadas esperadas de até 70 km/h (43 mph) incluindo ondas fortes. Uma queda de tensão também ocorreu, fazendo com que 17 pessoas ficassem presas nos elevadores. Quando a depressão se aproximou do Vietname em 25 de setembro, o Centro Nacional de Previsão Hidro-meteorológica do Vietname previu chuvas de cerca de 150 mm em Hanói e nas províncias vizinhas, com ondas fortes de até 3 m na Baía de Ha Long.

### Depressão tropical 23W
No início de 7 de outubro, uma depressão tropical formou-se a oeste das Filipinas.
No início de 10 de outubro, a depressão tropical fez "landfall" na província de Hà Tĩnh, Vietname, e dissipou-se pouco depois. Consequentemente, tanto a AMJ quanto o JTWC emitiram os seus alertas finais para a tempestade.
A depressão tropical 23W causou inundações severas nas províncias do norte e centro do Vietname. Aproximadamente mais de 700 casas foram destruídas, enquanto os esforços de resgate salvaram 28 pessoas da zona de perigo. No total, 100 pessoas foram mortas e os danos foram cerca de 13 mil mil milhões de ₫ (US $ 572 milhões). Durante 10 de outubro, estava previsto que as águas do Rio Vermelho ultrapassassem os níveis de 3 a 50 cm. No rio Hoàng Long (província de Ninh Bình), a inundação foi a mais severa desde 1985.

### Tufão Khanun (Odette)
Em 11 de outubro, a Agência Meteorológica do Japão atualizou um distúrbio que estava se organizando no mar das Filipinas. Às 06:00 UTC do dia seguinte, o Joint Typhoon Warning Center também atualizou a perturbação para uma depressão, designando-a como "24W". Por volta das 12:00 UTC do mesmo dia, o JMA oficialmente atualizou a depressão, chamando-a de Khanun.  Duas horas depois, o PAGASA atualizou a depressão, batizando-a de "Odette". Durante o resto do dia, Khanun intensificou-se sob condições favoráveis, enquanto se aproximava das partes do norte de Luzon. Às 14:00 UTC (10:00 PM PHST), PAGASA atualizou Odette para uma tempestade tropical enquanto se aproximava do landfall sobre Santa Ana, Cagayan. A tempestade atingirá o local, e emergiu no Mar Ocidental das Filipinas, quando começou a se intensificar novamente em condições favoráveis. Às 06:00 UTC, a JMA transformou Khanun em uma forte tempestade tropical; a PAGASA mais tarde seguiria o exemplo, já que "Odette" também foi atualizado para uma tempestade tropical severa. Às 14:00 UTC (10:00 PM PHST), PAGASA relatou que a tempestade tropical severa Odette saiu de sua área de responsabilidade nas Filipinas.
Intensificando no Mar da China Meridional, Khanun foi atualizado para um tufão pela JMA em 14 de outubro às 12:00 UTC. O JTWC seguiria o exemplo seis horas depois, transformando a tempestade em um tufão de categoria 1. No dia seguinte, JMA relatou que Khanun atingiu o seu pico de intensidade com 135 km/h (75 nós) e uma pressão de 955 hPa. O JTWC seguiria o exemplo três horas depois, com ventos de 165 km/h (90 nós) e uma pressão de 965 hPa.  Após o seu pico, Khanun enfraqueceu imediatamente sob a influência das monções do nordeste; na época em que a tempestade atingiu a Península de Leicheu, o sistema mal estava na intensidade da tempestade tropical. Ambas as agências emitiram seus últimos avisos sobre Khanun, enquanto a tempestade enfraquecia ainda mais enquanto se aproximava do norte do Vietname.
De acordo com o NDRRMC, Khanun matou apenas uma pessoa, com danos totais de Php4.45 milhões (US $ 86.600). Autoridades em Hong Kong e Macau elevaram o alerta de ciclone tropical número 8 em 15 de outubro, quando ventos fortes afetaram a região. No total, os danos causados por Khanun no sul da China foram contabilizados em CNY 2,46 mil milhões (US $ 373 milhão).

### Tufão Lan (Paolo)
O Laboratório de Pesquisa Naval dos Estados Unidos (NRL) mencionou inicialmente um distúrbio tropical em Chuuk em 11 de outubro. Após a lenta consolidação, o Joint Typhoon Warning Center (JTWC) emitiu um Alerta de Formação de Ciclone Tropical para o sistema alongado no início de 14 de outubro, logo após a Agência Meteorológica do Japão (JMA) começar a monitorá-lo como uma área de baixa pressão. A agência o atualizou para uma depressão tropical quase um dia depois e começou a emitir avisos de ciclones tropicais desde as 06:00 UTC em 15 de outubro. À tarde, o JTWC também o atualizou para uma depressão tropical atribuindo a designação de 25W, cujas bandas convectivas formativas, mas rasas , se tornaram mais organizadas e simetricamente envolvidas em um centro de circulação de baixo nível definido. Cerca de três horas depois, a JMA a atualizou para a vigésima primeira tempestade tropical do noroeste do Pacífico em 2017 e atribuiu o nome internacional de Lan, quando estava localizada a aproximadamente 310 km ao nordeste de Palau. No início de 16 de outubro, o JTWC atualizou Lan para uma tempestade tropical também, com base no número T 2.5 da técnica de Dvorak, pouco antes de entrar na Área de Responsabilidade das Filipinas e receber o nome de Paolo da PAGASA.
No Japão, 17 pessoas foram mortas no Japão continental e as perdas agrícolas foram de cerca de JP ¥ 62,19 mil milhões (US $ 547,9 milhões). As perdas econômicas totais foram contadas em US $ 2 mil milhão.

### Depressão tropical 26W
Originário de um vale de monção intensificado, um distúrbio tropical se desenvolveu a noroeste de Palawan em 17 de outubro. Em 18 de outubro, o JTWC emitiu um TCFA no sistema. Por volta das 21:00 UTC desse dia, o JTWC começou a emitir avisos por classificá-la como depressão tropical, atribuindo o identificador 26W. Isso ocorreu devido à convecção profunda encontrada perto do centro da tempestade com faixas formativas, juntamente com sua localização em um ambiente favorável. Inicialmente, sua previsão indicava que 26W se intensificaria em uma tempestade tropical fraca, embora devido a um centro desorganizado com forte cisalhamento, o JTWC emitiu seu comunicado final em 19 de outubro, enquanto estava sendo absorvido pelo escoamento do tufão Lan nas proximidades.
Associado com as bandas de chuva de um tufão próximo, 26W ajudou a espalhar aguaceiros pela maior parte de Visayas e Mindanao do Norte. Residentes em algumas áreas foram alertados contra possíveis inundações e deslizamentos de terras. 14 pessoas morreram devido a fortes chuvas do sistema e seu precursor, e levantou um estado de calamidade na cidade de Zamboanga em 23 de outubro.[163][164]

### Tempestade tropical severa Saola (Quedan)
Uma depressão tropical formou-se a norte de Guam, no dia seguinte, a depressão tropical se tornou uma tempestade tropical e a Agência Meteorológica do Japão a nomeou de Tempestade Tropical Saola. Na noite desse dia, Saola entrou na área de Responsabilidade Filipina (PAR). A PAGASA deu-lhe o nome local "Quedan" à tempestade. No dia seguinte, Saola moveu-se lentamente e fortaleceu-se para uma tempestade tropical severa. A sua intensidade não mudou, mesmo quando o cisalhamento do vento ocorreu ao norte de Saola e a monção fortalecida ao nordeste, enquanto se dirigia para o Japão. Começou a enfraquecer enquanto em águas frias e trouxe chuvas para o sul do Japão, mas não fez desembarque. Dissipou-se depois de evitar o Japão e dirigir-se para nordeste.

### Depressão tropical 29W
A JMA atualizou uma área de baixa pressão para uma depressão tropical sobre a porção sul do Mar da China Meridional, em 30 de outubro. O JTWC emitiu um TCFA no dia seguinte à medida que ganhava força. Previsto inicialmente para se intensificar para uma tempestade tropical, o sistema rapidamente se deteriorou e degenerou para um nível mínimo remanescente em 3 de novembro, enquanto seguia para o Golfo da Tailândia. Ao longo de dois dias, após fazer uma nova curva de volta para o golfo, o JTWC emitiu novamente um TCFA. Em 6 de novembro, o JTWC classificou o sistema como depressão tropical 29W. Em 8 de novembro, 29W atingiu a Península da Malásia, antes de se dissipar logo depois.
A depressão tropical 29W causou chuvas invulgarmente fortes e inundações repentinas no estado de Penang, matando 7 pessoas. As enchentes em partes da cidade atingiram 3.7 m (12 ft), submergindo casas inteiras.

### Tufão Damrey (Ramil)
A JMA atualizou uma área de baixa pressão para uma depressão tropical a leste de Visayas em 31 de outubro. O PAGASA alertou o sistema e deu-lhe o nome de Ramil. A tempestade trouxe tempo chuvoso no Dia de Todos os Santos (1º de novembro) para Visayas. A depressão tropical atingiu a costa de Busuanga, Palawan à meia-noite de 1º de novembro. Em 2 de novembro, Ramil fortaleceu-se, e o JTWC e o JMA transformaram Ramil em uma tempestade tropical, e deram ao sistema o nome internacional de Damrey.
Até 8 de novembro, um total de 112 pessoas foram confirmadas como mortas devido à tempestade.

### Tempestade tropical Haikui (Salome)
Uma depressão tropical formou-se sobre Samar em 9 de novembro, e a PAGASA deu o nome de Salome ao sistema. Salome danificou barcos em Sorsogon com grandes ondas. No dia seguinte, depois que Salome fez desembarque, o sistema intensificou-se para uma tempestade tropical, e a AMJ deu o nome internacional Haikui ao sistema. Haiku deixou cair chuvas fortes sobre o sul de Luzon e Visayas. Fez desembarque em Batangas antes da meia-noite e passou o limite de Batangas e Cavite às 11:00 da noite. Haikui era um sistema fraco, mas mortal, especialmente nas Filipinas. Ele dissipou-se no Vietname em 13 de novembro de 2017.
Nenhuma vítima foi relatada, embora os danos tenham chegado a Php 218.5 milhões (US $ 4,26 milhões). Além disso, apenas cinco casas foram totalmente danificadas em Dipaculao, Aurora.

### Tempestade tropical Kirogi (Tino)
Em 16 de novembro, uma depressão tropical formou-se no Mar de Sulu, com a PAGASA nomeando-o Tino. À meia-noite do mesmo dia, o sistema fez desembarque em Puerto Princesa. Nessa época, o sistema intensificou-se para uma tempestade tropical, e o sistema recebeu o nome Internacional Kirogi pela AMJ.
As perdas econômicas totais no Vietname foram de US $ 10 milhões. A energia remanescente da tempestade tropical Kirogi eventualmente contribuiu para a formação da tempestade ciclônica muito severa Ockhi no Oceano Índico Norte.

### Tempestade tropical Kai-tak (Urduja)
Uma área de baixa pressão desenvolveu-se em uma depressão tropical a leste de Mindanau no final de 11 de dezembro, e o JMA começou a emitir avisos de ciclone tropical no início do dia seguinte.
O NDRRMC confirmou um total de 83 pessoas mortas e calculou um total de Php3.747 mil milhões (US $ 74,3 milhões) em infra-estrutura e danos agrícolas.

### Tufão Tembin (Vinta)
Durante o dia 16 de dezembro, o JMA relatou que uma depressão tropical havia se desenvolvido cerca de 950 km ao sudeste de Guam, antes de reclassificá-la como área de baixa pressão no dia seguinte. Nos dias seguintes, o sistema moveu-se gradualmente para noroeste em condições favoráveis, antes de ser reclassificado como depressão tropical pela JMA em 20 de dezembro, enquanto estava localizado a nordeste de Palau. Durante esse dia, o JTWC e o PAGASA também classificaram o sistema como uma depressão tropical, sendo que este último o chamou de Vinta, antes que o JMA batizasse o sistema de Tembin por ter se desenvolvido em uma tempestade tropical.
Ondas fortes causadas por Tembin afundaram um ferry em 22 de dezembro, matando cinco pessoas. Outras 261 pessoas também morreram devido às enchentes em Mindanao. Danos estimados são em torno de $ 2,1 mil milhões (US $ 42 milhão).

### Outros sistemas
Em 19 de março, uma depressão tropical se formou perto do nordeste de Mindanao, nas Filipinas, e se dissipou no mar de Sibuyan dois dias depois. No início de 29 de junho, o JMA deu início a avisos sobre uma depressão tropical recém-formada localizada a cerca de 138 km (86 mi) ao sul da Ilha de Okinawa. O sistema se curvou e começou a se mover na direção nordeste até que se dissipou no sudoeste de Tóquio em 1º de julho. No início de 4 de julho, o JMA indicou que uma depressão tropical havia se formado cerca de 505 km (314 mi) ao sul de Okinotorishima. Durante o dia seguinte, o JTWC emitiu um Alerta de Formação de Ciclone Tropical (TCFA) no sistema, embora tenha sido cancelado várias horas depois. Depois de se mover para o norte, a depressão enfraqueceu rapidamente, pois foi absorvida por uma frente estacionária em 7 de julho.
No início de 13 de julho, o JMA relatou que uma baixa não tropical havia passado para uma depressão tropical de cerca de 75 km norte-nordeste de Iwo Jima. A depressão moveu-se em uma direção geralmente nordeste até enfraquecer para uma área de baixa pressão às 06:00 UTC em 16 de julho. Uma depressão tropical formou cerca de 700 km (430 mi) nordeste da Ilha Wake no final de 25 de julho, embora o JTWC o indicasse como um sistema subtropical com ventos estimados em 65 km/h (40 mph). Após vários dias, o sistema já havia passado para um ciclone extratropical em 29 de julho, sem se tornar uma tempestade tropical. No início de 25 de agosto, o JMA começou a rastrear uma depressão tropical no Mar da China Meridional, embora tenha sido monitorado pela última vez no dia seguinte, quando foi absorvido pelo fluxo da tempestade tropical Pakhar. Em 28 de agosto, o JMA começou a emitir avisos sobre uma depressão tropical que havia se desenvolvido cerca de 1,217 km (756 mi) leste-nordeste da cidade de Tuguegarao. A JMA previu que o sistema se tornaria uma tempestade tropical nas próximas 24 horas, embora como o sistema não se desenvolveu mais, a JMA emitiu seu comunicado final às 03:00 UTC de 29 de agosto, quando o sistema enfraqueceu para uma baixa pressão área. Os remanescentes do sistema ajudaram na formação da tempestade tropical Mawar. Em 29 de dezembro, uma fraca depressão tropical formou-se ao sul-sudoeste de Palau. O sistema posteriormente se fortaleceu na tempestade tropical Bolaven durante o ano seguinte.

## Nomes de tempestade
No Oceano Pacífico Noroeste, a Agência Meteorológica do Japão (JMA) e a PAGASA atribuem nomes aos ciclones tropicais que se desenvolvem no Pacífico Ocidental, o que pode resultar em um ciclone tropical com dois nomes. RSMC Tóquio da Agência Meteorológica do Japão - O Typhoon Center atribui nomes internacionais a ciclones tropicais em nome do Comitê de Tufões da Organização Meteorológica Mundial, caso sejam considerados como tendo velocidades de vento sustentadas de 10 minutos de 65 km/h. O PAGASA atribui nomes aos ciclones tropicais que se movem ou se formam como depressão tropical em sua área de responsabilidade localizada entre 135° E – 115° E e entre 5° N – 25° N, mesmo que o ciclone tenha um nome internacional atribuído a ele.  Os nomes de ciclones tropicais importantes foram retirados, tanto pelo PAGASA quanto pelo Comité do Tufão. Se a lista de nomes para a região das Filipinas se esgotar, os nomes serão retirados de uma lista auxiliar, da qual os dez primeiros são publicados a cada temporada. Os nomes não utilizados são marcados em cinzento.

### Nomes internacionais
Durante a temporada de 27 tempestades tropicais se desenvolveram no Pacífico Ocidental e cada uma foi nomeada pelo JMA, quando o sistema foi julgado como tendo velocidades de vento sustentadas de 10 minutos de 65 km/h. A JMA selecionou os nomes de uma lista de 140 nomes, que foi desenvolvida pelas 14 nações e territórios membros do Comitê de Tufões da ESCAP / OMM. Durante a temporada, os nomes Hato e Lan foram utilizados pela primeira (e única, no caso do Hato) vez, após terem substituído os nomes Washi e Vicente, que foram retirados após as temporadas de 2011 e 2012, respetivamente.
| Muifa | Merbok | Nanmadol | Talas | Noru    | Kulap  | Roke | Sonca | Nesat  | Haitang | Nalgae | Banyan  | Hato   | Pakhar |
| Sanvu | Mawar  | Guchol   | Talim | Doksuri | Khanun | Lan  | Saola | Damrey | Haikui  | Kirogi | Kai-tak | Tembin |        |

Após a temporada, o Typhoon Committee retirou os nomes Hato, Kai-tak e Tembin das listas de nomes e, em 2019, eles foram substituídos por Yamaneko, Yun-yeung e Koinu, respectivamente.

### Filipinas
| Auring         | Bising                  | Crising                  | Dante                  | Emong                              |
| Fabian         | Gorio                   | Huaning                  | Isang                  | Jolina                             |
| Kiko           | Lannie                  | Maring                   | Nando                  | Odette                             |
| Paolo          | Quedan                  | Ramil                    | Salome                 | Tino                               |
| Urduja         | Vinta                   | Wilma                    | Yasmin (sem ser usado) | Zoraida (sem usar) (sem ser usado) |
| Lista auxiliar |                         |                          |                        |                                    |
| Alamid         | Bruno (sem ser usado)   | Conching (sem ser usado) | Dolor (sem ser usado)  | Ernie (sem usar) (sem ser usado)   |
| Florante       | Gerardo (sem ser usado) | Herman (sem ser usado)   | Isko (sem ser usado)   | Jaime (sem usar) (sem ser usado)   |

Durante a temporada, a PAGASA usou seu próprio esquema de nomenclatura para os 22 ciclones tropicais, que se desenvolveram ou se moveram para sua área de responsabilidade autodefinida. Os nomes foram retirados de uma lista de nomes, que foi usada pela última vez durante a temporada de 2013 e estão programados para serem usados novamente durante a temporada de 2021. Todos os nomes são iguais, exceto Lannie, Salome e Yasmin, que substituíram os nomes Labuyo, Santi e Yolanda depois que eles se aposentaram. Os nomes Lannie e Salome foram usados pela primeira vez este ano.
Em 21 de dezembro, PAGASA anunciou que iria remover os nomes Urduja e Vint de suas listas de nomes depois que causou mais de ₱ 1 mil milhão em danos. Eles foram substituídos por Uwan e Verbena em 2019.

## Efeitos sazonais
Esta tabela resume todos os sistemas que se desenvolveram ou se moveram para o norte do Oceano Pacífico, a oeste da Linha Internacional de Data durante 2017. As tabelas também fornecem uma visão geral da intensidade do sistema, duração, áreas de terra afetadas e quaisquer mortes ou danos associados ao sistema.
| Nome                | Datas ativo                   | Classificação máxima       | Velocidade de vento sustentados | Pressão               | Áreas afetadas                                   | Danos (USD)      | Fatalidades | Refs                                                   |
| ------------------- | ----------------------------- | -------------------------- | ------------------------------- | --------------------- | ------------------------------------------------ | ---------------- | ----------- | ------------------------------------------------------ |
| 01W (Auring)        | 7 de janeiro – 16             | Depressão tropical         | 55 km/h                         | 1002 hPa (29.59 inHg) | Filipinas, Vietname, Camboja                     | $144 000         | 11          | [ 15 ] [ 16 ]                                          |
| Bising              | 3 de fevereiro – 7            | Depressão tropical         | 55 km/h                         | 1000 hPa (29.53 inHg) | Nenhum                                           | Nenhum           | Nenhum      |                                                        |
| TD                  | 19 de março – 21              | Depressão tropical         | Não definido                    | 1008 hPa (29.77 inHg) | Filipinas                                        | Nenhum           | Nenhum      |                                                        |
| 02W (Crising)       | 13 de abril – 20              | Depressão tropical         | 55 km/h                         | 1006 hPa (29.71 inHg) | Filipinas, Taiwan                                | $1 700 000       | 10          | [ 32 ] [ 33 ]                                          |
| Muifa (Dante)       | 22 de abril – 29              | Tempestade tropical        | 65 km/h                         | 1002 hPa (29.59 inHg) | Nenhum                                           | Nenhum           | Nenhum      |                                                        |
| Merbok              | 10 de junho – 13              | Tempestade tropical severa | 100 km/h                        | 985 hPa (29.09 inHg)  | Filipinas, China meridional                      | $88 300 000      | Nenhum      | [ 39 ]                                                 |
| TD                  | 29 de junho – julho 1         | Depressão tropical         | Não definido                    | 1008 hPa (29.77 inHg) | Japão                                            | Nenhum           | Nenhum      |                                                        |
| Nanmadol (Emong)    | 1 de julho – 4                | Tempestade tropical severa | 100 km/h                        | 985 hPa (29.09 inHg)  | Japão                                            | $1 680 000 000   | 42          | [ 45 ]                                                 |
| TD                  | 4 de julho – 7                | Depressão tropical         | 55 km/h                         | 1010 hPa (29.83 inHg) | Taiwan, Ilhas Ryukyu                             | Nenhum           | Nenhum      |                                                        |
| TD                  | 13 de julho – 16              | Depressão tropical         | 55 km/h                         | 1006 hPa (29.71 inHg) | Nenhum                                           | Nenhum           | Nenhum      |                                                        |
| Talas               | 14 de julho – 17              | Tempestade tropical severa | 95 km/h                         | 985 hPa (29.09 inHg)  | Hainan, Indochina                                | $117 800 000     | 14          | [ 212 ] [ 213 ] [ 50 ] [ 214 ] [ 39 ]                  |
| Noru                | 19 de julho – 8 de agosto     | Tufão muito forte          | 175 km/h                        | 935 hPa (27.61 inHg)  | Japão                                            | $100 000 000     | 2           | [ 52 ]                                                 |
| Kulap               | 20 de julho – 28              | Tempestade tropical        | 75 km/h                         | 1002 hPa (29.59 inHg) | Nenhum                                           | Nenhum           | Nenhum      |                                                        |
| Sonca               | 21 de julho – 29              | Tempestade tropical        | 65 km/h                         | 994 hPa (29.35 inHg)  | Ainão, Indochina                                 | $313 000 000     | 37          | [ 215 ] [ 216 ] [ 217 ] [ 218 ] [ 219 ] [ 220 ]        |
| Roke (Fabian)       | 21 de julho – 23              | Tempestade tropical        | 65 km/h                         | 1002 hPa (29.59 inHg) | Filipinas, Taiwan, China meridional              | Nenhum           | Nenhum      |                                                        |
| Nesat (Gorio)       | 25 de julho – 30              | Tufão                      | 150 km/h                        | 960 hPa (28.35 inHg)  | Filipinas, Ilhas Ryukyu, Taiwan, China Oriental  | $282 330 000     | 3           | [ 70 ] [ 71 ] [ 221 ] [ 39 ]                           |
| TD                  | 25 de julho – 29              | Depressão tropical         | 55 km/h                         | 1006 hPa (29.71 inHg) | Nenhum                                           | Nenhum           | Nenhum      |                                                        |
| Haitang (Huaning)   | 27 de julho – agosto 2        | Tempestade tropical        | 85 km/h                         | 985 hPa (29.09 inHg)  | Taiwan, China Oriental                           | $3 430 000       | Nenhum      | [ 71 ] [ 222 ]                                         |
| Nalgae              | 31 de julho – agosto 5        | Tempestade tropical        | 85 km/h                         | 990 hPa (29.23 inHg)  | Nenhum                                           | Nenhum           | Nenhum      |                                                        |
| Banyan              | 10 de agosto – 17             | Tufão                      | 150 km/h                        | 955 hPa (28.20 inHg)  | Nenhum                                           | Nenhum           | Nenhum      |                                                        |
| Hato (Isang)        | 19 de agosto – 24             | Tufão                      | 140 km/h                        | 965 hPa (28.50 inHg)  | Filipinas, Taiwan, China meridional, Vietname    | $6 402 360 000   | 24          | [ 39 ] [ 89 ] [ 90 ] [ 91 ]                            |
| Pakhar (Jolina)     | 24 de agosto – 27             | Tempestade tropical severa | 100 km/h                        | 985 hPa (29.09 inHg)  | Filipinas, China meridional, Vietname, Tailândia | $115 296 000     | 13          | [ 39 ] [ 93 ] [ 94 ] [ 120 ]                           |
| TD                  | 25 de agosto – 26             | Depressão tropical         | Não definido                    | 1002 hPa (29.59 inHg) | Vietname                                         | Nenhum           | Nenhum      |                                                        |
| Sanvu               | 27 de agosto – setembro 3     | Tufão                      | 150 km/h                        | 955 hPa (28.20 inHg)  | Ilhas Marianas, Ilhas Ogasawara                  | Unknown          | 1           | [ 99 ]                                                 |
| TD                  | 28 de agosto – 29             | Depressão tropical         | 55 km/h                         | 1002 hPa (29.59 inHg) | Filipinas                                        | Nenhum           | Nenhum      |                                                        |
| Mawar               | 30 de agosto – setembro 4     | Tempestade tropical severa | 95 km/h                         | 990 hPa (29.23 inHg)  | Filipinas, China meridional                      | $1 530 000       | Nenhum      | [ 39 ]                                                 |
| Guchol (Kiko)       | 3 de setembro – 7             | Tempestade tropical        | 65 km/h                         | 1000 hPa (29.53 inHg) | Filipinas, Taiwan, China Oriental                | Nenhum           | Nenhum      |                                                        |
| Talim (Lannie)      | 8 de setembro – 17            | Tufão muito forte          | 175 km/h                        | 935 hPa (27.61 inHg)  | Ilhas Marianas, Taiwan, China Oriental, Japão    | $750 000 000     | 5           | [ 120 ]                                                |
| Doksuri (Maring)    | 10 de setembro – 16           | Tufão                      | 150 km/h                        | 955 hPa (28.20 inHg)  | Filipinas, Hainan, Indochina, Bangladesh         | $836 100 000     | 29          | [ 121 ] [ 122 ] [ 123 ] [ 223 ] [ 224 ] [ 39 ] [ 214 ] |
| 22W (Nando)         | 23 de setembro – 25           | Depressão tropical         | 55 km/h                         | 1002 hPa (29.59 inHg) | Filipinas, China meridional, Vietname            | Minimal          | Nenhum      |                                                        |
| 23W                 | 7 de outubro – 10             | Depressão tropical         | 55 km/h                         | 1000 hPa (29.53 inHg) | Filipinas, Ainão, Indochina                      | $608 510 000     | 91          | [ 225 ] [ 226 ] [ 214 ]                                |
| Khanun (Odette)     | 11 de outubro – 16            | Tufão                      | 140 km/h                        | 955 hPa (28.20 inHg)  | Filipinas, Taiwan, China meridional, Vietname    | $373 086 600     | 1           | [ 39 ] [ 227 ]                                         |
| Lan (Paolo)         | 15 de outubro – 23            | Tufão muito forte          | 185 km/h                        | 915 hPa (27.02 inHg)  | Ilhas Carolinas, Filipinas, Japão                | $2 000 000 000   | 17          | [ 120 ]                                                |
| 26W                 | 18 de outubro – 19            | Depressão tropical         | 45 km/h                         | 1002 hPa (29.59 inHg) | Filipinas                                        | Menor            | 14          | [ 162 ]                                                |
| Saola (Quedan)      | 22 de outubro – 29            | Tempestade tropical severa | 110 km/h                        | 975 hPa (28.79 inHg)  | Ilhas Carolinas, Japão                           | $250 000 000     | Nenhum      | [ 120 ]                                                |
| 29W                 | 30 de outubro – novembro 8    | Depressão tropical         | 55 km/h                         | 1006 hPa (29.71 inHg) | Vietname, Camboja, Tailândia, Malásia            | Menor            | 7           | [ 167 ]                                                |
| Damrey (Ramil)      | 31 de outubro – 4 de novembro | Tufão                      | 130 km/h                        | 970 hPa (28.64 inHg)  | Filipinas, Vietname, Camboja                     | $1 031 020 000   | 115         | [ 228 ] [ 229 ] [ 230 ] [ 214 ]                        |
| Haikui (Salome)     | 7 de novembro – 13            | Tempestade tropical        | 75 km/h                         | 998 hPa (29.47 inHg)  | Filipinas, China meridional, Vietname            | $4 260 000       | Nenhum      | [ 171 ]                                                |
| Kirogi (Tino)       | 16 de novembro – 19           | Tempestade tropical        | 65 km/h                         | 1000 hPa (29.53 inHg) | Filipinas, Malásia, Indochina                    | $10 000 000      | 10          | [ 231 ] [ 172 ]                                        |
| Kai-tak (Urduja)    | 13 de dezembro – 23           | Tempestade tropical        | 75 km/h                         | 994 hPa (29.35 inHg)  | Filipinas, Malásia, Vietname                     | $74 300 000      | 83          | [ 232 ]                                                |
| Tembin (Vinta)      | 20 de dezembro – 26           | Tufão                      | 130 km/h                        | 970 hPa (28.64 inHg)  | Ilhas Carolinas, Filipinas, Malásia, Vietname    | $42 000 000      | 266         | [ 184 ] [ 185 ] [ 186 ]                                |
| Totais da temporada |                               |                            |                                 |                       |                                                  |                  |             |                                                        |
| 42 sistemas         | 7 de janeiro – dezembro 26    |                            | 185 km/h                        | 915 hPa (27.02 inHg)  |                                                  | 15 082 276 600 $ | 855         |                                                        |